# 村国島主
村国 島主（むらくに の しまぬし）は、奈良時代の官人。贈外小紫・村国男依の孫。官位は正六位上・美濃少掾、贈従五位下。

## 経歴
島主は始め藤原仲麻呂に仕え、三関の一つである不破関を持つ重要国である美濃国の少掾に任じられた（国守は仲麻呂の子である藤原執棹）。天平宝字8年（764年）に藤原仲麻呂が反乱を起こす（藤原仲麻呂の乱）と、孝謙上皇側は仲麻呂の募兵と脱出を阻止するために美濃国に固関の使者を遣わした。島主は内応して真っ先に朝廷に帰順しようとしたが、仲麻呂一族が誅殺された後の9月20日に使者は島主を仲麻呂派であったとして殺してしまった。2年後の天平神護2年（766年）島主に叛意はなく罪がないことが認められ、従五位下の位階が贈られた。

## 官歴
『続日本紀』による。
- 時期不詳：正六位上。美濃少掾
- 天平宝字8年（764年）9月20日：被誅（藤原仲麻呂の乱）
- 天平神護2年（766年） 11月10日：贈従五位下